# Rubineia
Rubineia là một đô thị ở bang São Paulo của Brasil.
Đô thị này nằm ở vĩ độ 20º10'46" độ vĩ nam và kinh độ 51º00'08" độ vĩ tây, trên khu vực có độ cao 317 m. Dân số năm 2004 ước tính là 2.809 người.

## Thông tin nhân khẩu
Dữ liệu dân số theo điều tra dân số năm 2000
Tổng dân số: 2.615
- Urbana: 1.916
- Rural: 699
- Homens: 1.291
- Mulheres: 1.324

Mật độ dân số (người/km²): 11,16
Tỷ lệ tử vong trẻ sơ sinh dưới 1 tuổi (trên một triệu người): 13,18
Tuổi thọ bình quân (tuổi): 72,72
Tỷ lệ sinh (số trẻ trên mỗi bà mẹ): 1,96
Tỷ lệ biết đọc biết viết: 88,07%
Chỉ số phát triển con người (HDI-M): 0,788
- Chỉ số phát triển con người - Thu nhập: 0,695
- Chỉ số phát triển con người - Tuổi thọ: 0,795
- Chỉ số phát triển con người - Giáo dục: 0,875

(Nguồn: IPEADATA)

### Sông ngòi
- Sông Paraná

### Các xa lộ
- SP-320